# Claudina de Brosse
Claudina de Brosse-Penthièvre (em francês:  Claudine; 1450  — 1513) foi duquesa consorte de Saboia como a segunda esposa do duque Filipe II, Duque de Saboia, chamado "o Sem Terra".

## Família
Ela era filha de João II de Brosse, conde de Penthièvre e de Nicole de Châtillon, viscondessa de Limoges. Seus avós paternos eram Jean de Brosse, feito Marechal de França em 1426, durante o reinado de Carlos VII de França, e Jeanne de Naillac. Seus avós maternos eram Carlos de Châtillon e Isabel de Vivonne.
Entre seus irmãos, estavam: João III de Brosse, sucessor do pai; Paulina, esposa de João II, conde de Nevers; Bernarda, esposa do marquês Guilherme VIII de Monferrato, e Helena, esposa do marquês Bonifácio III de Monferrato, irmão de Guilherme VIII.

## Biografia
Em 11 de novembro de 1485, Claudina casou-se com o futuro duque Filipe II, filho de Luís, Duque de Saboia e de Ana de Lusignan. Anteriormente, ele havia sido casado com Margarida de Bourbon, com quem teve filhos. Ela morreu em 1483.
Filipe morreu em 7 de novembro de 1497 aos 59 anos de idade, e Claudina morreu anos mais tarde, em 1513, com aproximadamente 63 anos de idade.

## Descendência
Eles tiveram seis filhos:
- Carlos III, Duque de Saboia (10 de outubro de 1486 – 7 de agosto de 1553), foi casado com Beatriz de Portugal, filha de Manuel I de Portugal. Teve descendência;
- Luís (1488 – 1502);
- Filipe de Saboia, Duque de Nemours (1490 – 25 de novembro de 1533), marido de Carlota de Orleães, filha de Luís I de Orleães, duque de Longueville, com quem teve dois filhos: Joana, esposa do duque Nicolas de Mercœur, e Jaime de Saboia-Nemours;
- Absalão (1494);
- João Amadeu (1495);
- Felisberta (1498 – 1524), esposa de Juliano II de Médici, filho de Lourenço de Médici, senhor de Florença e de Clarice Orsini, e portanto, irmão do Papa Leão X. Sem descendência.